# Nikolaus Holzapfel
Nikolaus Holzapfel (* 27. September 1847 in Zeuzleben; † 4. Dezember 1920 ebenda) war Landwirt und Mitglied des Deutschen Reichstags.

## Leben
Holzapfel besuchte die Volksschule von 1854 bis 1864 und übernahm 1872 das väterliche Gut in Zeuzleben und war seit dieser Zeit als Landwirt tätig. Von 1881 bis 1887 war er Kirchenpfleger, seit 1884 Rechner der Darlehenskassenvereins Zeuzleben und seit 1885 Feldgeschworener. Weiter war er Mitglied des Landwirtschaftlichen Bezirksausschusses Werneck und Obmann des Christlichen Bauernvereins. Ab 1894 war er Beigeordneter sowie Inhaber des Königlichen Ehrenzeichens für 25-jährigen freiwilligen Feuerwehrdienst.
Von 1873 bis 1875 sowie von 1899 bis 1907 war er Mitglied der Bayerischen Kammer der Abgeordneten und von 1898 bis 1912 war er Mitglied des Deutschen Reichstags für den Wahlkreis Unterfranken 5 (Schweinfurt, Haßfurt, Ebern) und die Deutsche Zentrumspartei.